# Frances Farmer
Frances Elena Farmer (* 19. September 1913 in Seattle, Washington; † 1. August 1970 in Indianapolis, Indiana) war eine US-amerikanische Schauspielerin.

## Leben
Frances Farmer war die Tochter eines Rechtsanwaltes und studierte Schauspiel an der University of Washington in Seattle mit dem Ziel, Theaterschauspielerin zu werden. Sie kam über New York, wo erste Versuche, am Broadway Fuß zu fassen, fehlschlugen, 1935 nach Hollywood. Die Paramount Studios gaben ihr einen 7-Jahres-Vertrag und versuchten, aus ihr einen neuen Filmstar zu formen. Sie spielte einige vielversprechende Rollen, jedoch ohne durchschlagenden Erfolg. Ihr eigentliches Ziel der Theaterschauspielerei konnte sie in Hollywood nicht verfolgen; so ging sie zurück nach New York. Dort spielte sie im Group Theatre unter der Regie des jungen Regisseurs Elia Kazan. Hollywood ließ sie jedoch nicht aus ihrem Vertrag und zwang sie, weiter Filme zu drehen. 1940 ging sie daher zurück an die Westküste und spielte in einigen B-Movies mit.

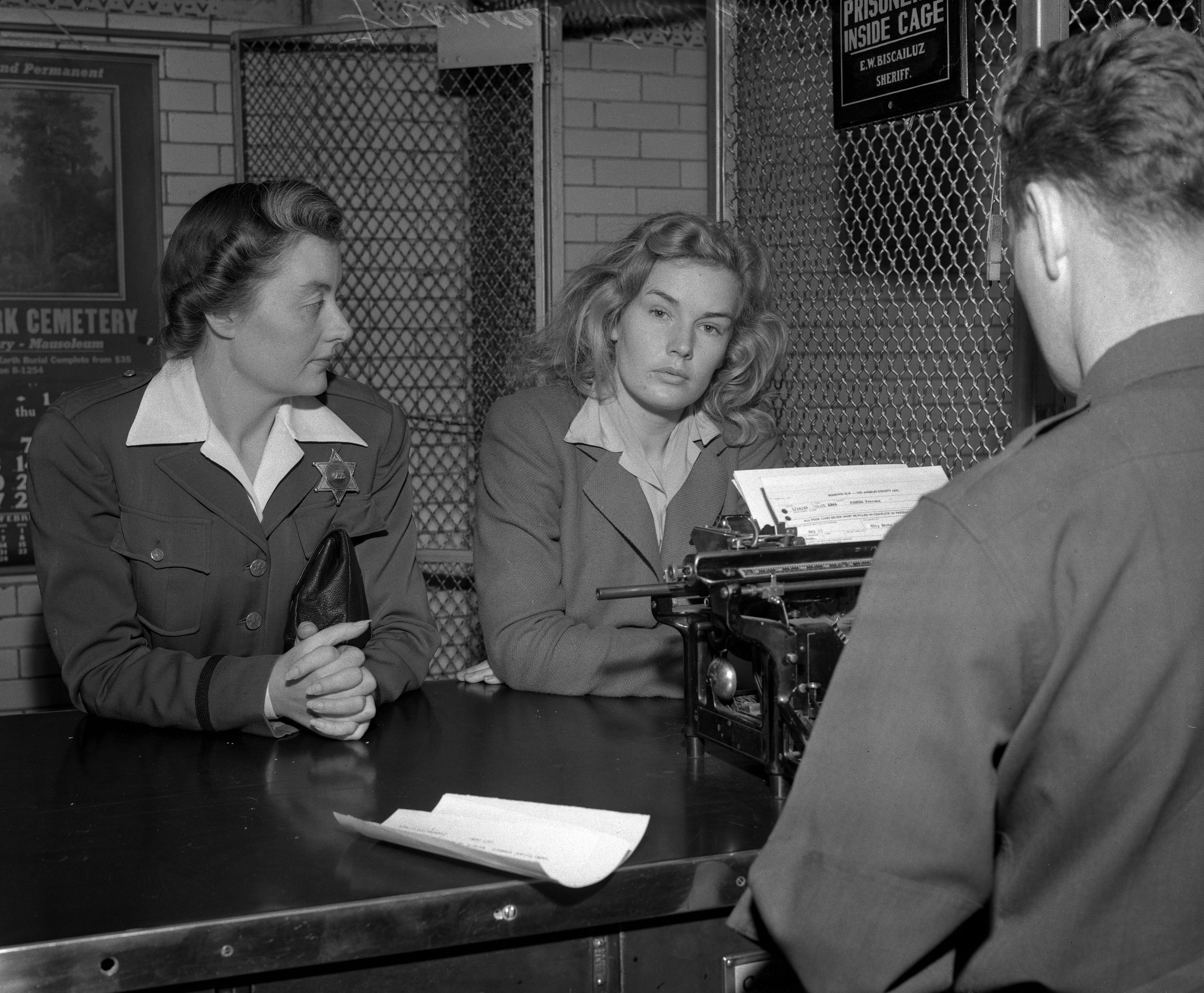
Farmer (Mitte) bei der Aufnahme im Los Angeles County Jail (1943)

Farmer hasste die naiven Rollen, die sie übernehmen musste und bei deren Auswahl sie kein Mitspracherecht hatte. Sie verachtete auch die Klatschpresse, die sie verfolgte und falsche Skandalnachrichten über sie verbreitete. Als sie sich schließlich lautstark wehrte, Rollen ablehnte, ausgehandelte Übereinkünfte platzen ließ und mehrfach alkoholisiert am Steuer gestoppt wurde, wurde sie für „hysterisch“ erklärt. Daher wurde Farmer 1943, unter anderem auch wegen ihrer radikalen politischen Ansichten, in die Nervenheilanstalt Western State Hospital in Lakewood (Washington) eingeliefert. In psychiatrischen Einrichtungen wurde sie misshandelt, vergewaltigt und mit Elektroschocks malträtiert. Erst nach elf Jahren wurde Farmer mit gebrochener Persönlichkeit entlassen. Der fiktionalen Biografie Shadowland von William Arnold zufolge sei während ihrer Behandlung auch eine Lobotomie an ihr durchgeführt worden. Dies trifft jedoch nicht zu.
Sie drehte noch einen Film und erhielt 1958 sogar eine eigene Show im amerikanischen Fernsehen, die sechs Jahre, bis 1964, ausgestrahlt wurde. In den letzten Jahren ihres Lebens hielt sie sich mit Gelegenheitsjobs über Wasser.
Farmer war von 1936 bis 1942 mit dem Schauspieler Leif Erickson, von 1953 bis 1958 mit Alfred Lobley und von 1958 bis zu ihrem Tod mit Leland Mikesell verheiratet. Sie starb 1970 im Alter von 56 Jahren an Speiseröhrenkrebs. Ihr Grab befindet sich in den Oaklawn Memorial Gardens in Fishers, Indiana.

## Nachwirkung
Im Jahr 1982 entstand unter dem Titel Frances ein Spielfilm über ihr Leben. Frances Farmer wurde von Jessica Lange gespielt, die für diese Rolle erstmals für einen Oscar nominiert wurde. Des Weiteren enthält das Nirvana-Album In Utero ein Lied mit dem Titel Frances Farmer Will Have Her Revenge on Seattle. Auch die britische Band Culture Club veröffentlichte ein Lied, The Medal Song, das von ihr handelt. Die Band Everything But The Girl widmete ihr das Lied Ugly Little Dreams.
Die franko-kanadische Sängerin Mylène Farmer hat sich nach der Schauspielerin benannt. Die vor allem in der frankophonen Welt bekannte Popsängerin war von dem Schicksal der Schauspielerin sehr berührt. Die britische Folk-Punk-Band The Men They Couldn’t Hang nimmt in ihrem Song Lobotomy, Gets ’Em Home (erschienen auf dem Album Silvertown 1989) Bezug auf die fiktionale Geschichte der Lobotomie.

## Filmografie (Auswahl)
- 1936: Too Many Parents – Regie: Robert F. McGowan
- 1936: Border Flight – Regie: Otho Lovering
- 1936: Rhythm on the Range – Regie: Norman Taurog
- 1936: Nimm, was du kriegen kannst (Come and Get It) – Regie: Howard Hawks
- 1937: Exklusiv (Exclusive) – Regie: Alexander Hall
- 1937: The Toast of New York – Regie: Rowland V. Lee
- 1937: Insel der verlorenen Seelen (Ebb Tide) – Regie: James P. Hogan
- 1938: Auf verbotenen Wegen (Ride a Crooked Mile) – Regie: Alfred E. Green
- 1940: Die Perlenräuber von Pago-Pago (South of Pago Pago) – Regie: Alfred E. Green
- 1940: Das Ultimatum für Bohrturm L 9 (Flowing Gold) – Regie: Alfred E. Green
- 1941: Weltpremiere (World Premiere) – Regie: Ted Tetzlaff
- 1941: Badlands of Dakota – Regie: Alfred E. Green
- 1941: Zum Leben verdammt (Among the Living) – Regie: Stuart Heisler
- 1942: Abenteuer in der Südsee (Son of Fury: The Story of Benjamin Blake) – Regie: John Cromwell
- 1958: The Party Crashers – Regie: Bernard Girard